# Ромберг, Зигмунд
Зи́гмунд Ро́мберг (англ. Sigmund Romberg, 1887—1951) — американский композитор венгерского происхождения, один из основателей американского мюзикла. Наиболее известен опереттами «Принц-студент» (1924), «Песнь пустыни» (1926) и «Новолуние» (1928), а также популярными песнями для кинофильмов и ревю.

## Биография
Ромберг родился в австро-венгерском городе Грос-Каниже (ныне Надьканижа, Венгрия) в еврейской семье Адама и Клары Розенберг и получил тогда имя Зигмунд Розенберг.
В 1889 году Ромберг и его семья переехали в хорватский город Белишче, где мальчик посещал начальную школу. Под влиянием отца Ромберг научился в шесть лет играть на скрипке, а в восьмилетнем возрасте.— на фортепиано. В 1897 году он поступил в осиекскую гимназию, где участвовал в школьном оркестре. Далее Ромберг уехал в Вену, чтобы учиться на инженера, но также брал уроки композиции у Рихарда Хойбергера. В июне 1909 года 22-летний юноша, отслужив в австрийской армии, эмигрировал в США, где изменил фамилию на Ромберг.
После непродолжительной работы на нью-йоркской фабрике по производству карандашей Ромберг начал работать пианистом в кафе и ресторанах. Вскоре он основал свой собственный оркестр и опубликовал несколько песен. Несмотря на ограниченный успех этих песен, они привлекли внимание известных владельцев театров братьев Шубертов, которые в 1914 году поручили Ромбергу написание музыки для их бродвейских театральных шоу, в том числе для популярного исполнителя Эла Джолсона. 
В том же 1914 году Ромберг написал своё первое успешное бродвейское ревю «Вихрь мира» . Затем он добавил собственные песни в несколько музыкальных адаптаций венских оперетт, в том числе очень успешную The Blue Paradise (1915). Еще более успешным был мюзикл Maytime 1917 года. Обе постановки содержали как ностальгические вальсы, так и более современную американскую танцевальную музыку. В то же время Ромберг написал песни для популярных ревю Шубертов «The Passing Show 1916 года» и «The Passing Show 1918 года», а затем для двух постановок Эла Джолсона: «Робинзон Крузо —  младший» (1916) и «Синдбад» (1918), мюзикл на тему сказок «1001 ночи». В 1921 году Ромберг написал музыку для ещё одной постановки Джолсона, «Бомбо». Музыку для мюзикла «The Poor Little Ritz Girl», он написал совместно с Ричардом Роджерсом . Адаптация мелодий Ромберга Францем Шубертом для «Blossom Time» (1921) имела большой успех. Он также сочинял партитуры музыкального сопровождения для только что появившегося звукового кино.
Его три главные оперетты середины 1920-х годов —  «Принц-студент» (1924), «Песня пустыни» (1926) и «Новолуние» (1928), — выполнены в стиле венской оперетты (особенно напоминают стиль Франца Легара), но другие его работы того времени заложили основы стиля американских мюзиклов. Он также написал «Принцессу Флавию» (1925), оперетту, основанную на 'сюжете «Пленника Зенды» . Его другие работы, «My Maryland» (1927); «Розали» (1928, совместно с Джорджем Гершвином), «May Wine» (1935) со стихами Оскара Хаммерстайна II и «Up in Central Park» (1945) являются классикой американского мюзикла. .
Компания «Columbia Records» попросила Ромберга дирижировать оркестровой аранжировой его музыки для серии записей с 1945 по 1950 год, которые выпускались как на дисках со скоростью 78 об/мин, так и со скоростью 33 1/3. Эти выступления теперь высоко ценятся коллекционерами пластинок. «Naxos Records» оцифровала эти записи и выпустила их в Великобритании (они не могут быть выпущены в США, потому что Sony Music Entertainment, которая является материнской компанией «Columbia Records», владеет авторским правом на их американский релиз). Постановки оперетт Ромберга периодически осуществляются до сих пор..
Ромберг женился дважды. Мало что известно о его первой жене, Евгении, которая в федеральной переписи населения 1920 года фигурирует как австрийка. Его второй женой была Лилиан Харрис (1898—1967), на которой он женился 28 марта 1925 года. Детей у них не было.
Ромберг скончался в 1951 году в возрасте 64 лет от инсульта в номере отеля Ritz Towers в Нью-Йорке и был похоронен на кладбище Фернклифф в Хартсдейле, Нью-Йорк .

## Сочинения

### Театральные работы
- The Passing Show — ревю (1914, 1916-1917, 1918-1919, 1923-1924)
- The Blue Paradise (1915)
- Robinson Crusoe Jr — ревю (1916)
- Follow Me (1916)
- Maytime (1917)
- Over the Top — ревю (1917)
- Sinbad  — ревю (1918)
- The Poor Little Ritz Girl совместно с Ричардом Роджерсом (1920)
- Blossom Time (1921)
- Bombo — ревю (1921)
- The Rose of Stamboul (1922)
- The Student Prince (1924)
- Princess Flavia (1925, по роману «Пленник Зенды»)
- The Desert Song (1926)
- My Maryland (1927)
- Rosalie совместно с Джордж]ем Гершвиным (1928)
- The New Moon (1928)
- May Wine (1935)
- Up In Central Park (1945)
- "Девушка в розовом трико" (1954)

### Популярные песни
- «Her Soldier Boy» — 1917[13]
- «Home Again» — 1916, lyrics: Augustus Barratt
- «Kiss Waltz» — 1916, lyrics: Rida Johnson Young
- «Mother» — 1916, lyrics: Rida Johnson Young
- «Sister Susie’s Started Syncopation» — 191, lyrics: Harold Atteridge[14]
- «Won’t You Send a Letter to Me?» — 1917, lyrics: Harold Atteridge

### Фильмография
- 1929 : The Desert Song
- 1940 : New Moon
- 1931 : Children of Dreams
- 1937 : Maytime
- 1940 : New Moon
- 1943 : The Desert Song
- 1953 : The Desert Song, цветная версия предыдущего фильма
- 1954 : The Student Prince
- 1954 : Deep in My Heart
- 1955 : The Desert Song (TV)
- 1995 : Some Enchanted Evening: Celebrating Oscar Hammerstein II (TV)

Оперетта «Новолуние» послужила основой для двух экранизаций фильмов под тем же названием; в версии 1930 года главные роли исполнили Лоуренс Тиббетт и Грейс Мур, а в версии 1940 года — Джанетт Макдональд и Нельсон Эдди.

## Память
Жизни Ромберга посвящён фильм Стэнли Донена 1954 года «Глубоко в моем сердце», В главной роли снялся Хосе Феррер.
Песни «Softly, as in a Morning Sunrise», «Lover, Come Back to Me» и другие по-прежнему остаются классикой джазового блюза и исполняются многими джазовыми исполнителями. 
С 1970 года город Белишче организует музыкальные вечера в честь Ромберга; аналогичные мероприятия проводятся в Осиеке с 1995 года. Ромберг был введен в Зал славы авторов песен в 1970 году.